# Szomszédok (ötödik évad)
A Szomszédok című teleregény-sorozat 5. évadát 1991. január 10. és december 26. között sugározta a Magyar Televízió. Az évad 26 epizódból állt, mivel az egyes részek kéthetente követték egymást végig az egész év folyamán. A teljes sorozat alatt az epizódok sorszámozása (címe) folytatólagos, így az 5. évad első epizódja a "97. fejezet" címet viseli, az utolsó címe pedig "122. fejezet".
A történet során továbbra is a Vágási-, Takács- és Mágenheim-család élete állt a középpontban, sok fontos mellékszereplővel kiegészítve.

## Alkotók
- Rendezők: Bujtás János, Horváth Ádám

## Szereplők

### Főszereplők
- Vágási Ferenc, nyomdász - Nemcsák Károly
- Vágásiné Szőllősy Judit, tanárnő - Ivancsics Ilona
- Takács István (Taki bácsi), nyugdíjas sofőr - Zenthe Ferenc
- Takácsné Lenke néni - Komlós Juci
- Niski Alma, stewardess, Takácsék unokája - Fehér Anna
- dr. Mágenheim Ádám, mentőorvos - Kulka János
- dr. Mágenheimné Szikszay Júlia, kozmetikus - Frajt Edit
- Mágenheim Julcsi, Mágenheimék lánya - Ábel Anita
- Szikszay Etus, keramikus, Mágenheimné anyja - Csűrös Karola
- Szelényi János, erdőmérnök, Alma férje - Trokán Péter

### Főbb mellékszereplők
- Gábor Gábor, vállalkozó, Mágenheimné főnöke - Koltai János
- Sümeghy Oszkár, nyugdíjas operaénekes - Palócz László
- Böhm József, gondnok - Máriáss József

### Egyéb mellékszereplők
Lásd még: A Szomszédok mellékszereplőinek listája
Vágásiék ismerősei:
- Ottlakán Géza, Vágási kollégája - Horváth Sándor
- dr. Szőllősyné Zsuzsa, Jutka anyja - Bánki Zsuzsa
- Garami Dezső, újságíró, Feri barátja - Gáspár Tibor
- védőnő - Herczeg Csilla
- Báthori Béla bácsi, tanár, Vágási Jutka kollégája - Both Béla
- Hável Imre, iskolaigazgató, Jutka főnöke - Kiss Gábor
- Vilma, tanárnő, Jutka kolléganője - Gór Nagy Mária
- Nagy Csaba, tanár, Jutka kollégája - Böröndi Tamás
- Kenéz elvtárs, nyomdász, Feri főnöke - Bodor Tibor
- Janka néni, Jutka nagynénje - Pásztor Erzsi
- Bujáki - Kertész Péter
- Samu, Feri volt intézetis társa - Salinger Gábor

Mágenheimék ismerősei:
- Józsi, zöldséges, Etus ismerőse - Szabó Ottó
- Faragó Hermin, a Gábor-Juli szalon vendége - Faragó Vera
- Zimonyi Panni, Julcsi osztálytársa - Somlai Edina
- Klarissza, társasági hölgy, a Gábor-Juli szalon kuncsaftja - Incze Ildikó
- Oli úr, fodrász, Juli kollégája - Bajor Imre
- Vica, manikűrös Juliék stúdiójában - Lengyel Kati
- Karakas Ágnes, építész - Földesi Judit
- hoteligazgatónő - Hámori Ildikó
- László, mentőápoló, Ádám kollégája - Koroknai Géza
- Dávid, Julcsi barátja - Magyar Zoltán
- Gyula, műkereskedő, Etus ismerőse - Horváth Gyula
- Virágh doktor, Etus udvarlója - Kézdy György
- dr. Szalóki Eszter, orvos, Ádám kollégája - Malek Andrea
- építész, Etus megbízója - Szoboszlay Sándor
- Erzsike, bejárónő - Várhegyi Teréz

Takácsék ismerősei:
- Dénes bácsi, erdész, János kollégája - Kun Vilmos
- Madarasi Bandi, üzletvezető, Lenke néni főnöke - Dobránszky Zoltán
- Sipos Dezső, „Deziré”, Alma volt főnöke - Kovács István
- Ágoston Erika, építészmérnöknő - Sajgál Erika
- Laci, Alma volt barátja és jelenlegi főnöke - Epres Attila
- Wampetics úr, külföldi magyar üzletember - Wampetich Nándor
- az erdőgazdaság vezetője, János főnöke - Ujlaky László
- Magdi, stewardess, Alma barátnője - Bencze Ilona
- Hosszú Tamás, pilóta, Alma volt kollégája - Csernák János
- Marika, eladó, Lenke néni kollégája - Némedi Mari
- Terike, Leneke néni volt kollégája - Kassai Ilona

Egyéb:
- Lovas Viktor, ügyvéd - Mihályi Győző
- Böhm unokahúga - Miklai Mária
- Lilla, Sümeghy tanítványa és barátnője - Schubert Éva
- rendőrjárőr - Szabó Sipos Barnabás
- Lipp László atya - mint saját maga

## Az 5. évad fejezetei
| 1. | 97. fejezet  | 1991. január 10. |                   |  |  |  |  |
| Jánosnak nem indul könnyen az év. Dénes bácsi leteremti, mert vezető létére nem tud pénzt szerezni az erdőgazdaság működtetésére, Almával még mindig veszekednek és a házra is különös vevő jelentkezik, maga az építésznő. Taki bácsinak felajánlják, az egész család szálljon be az turistafuvarozó bizniszbe: Taki bácsi fuvaroz, Alma idegenvezet, Lenke néni főz. A család azonban nem igazán vevő az ötletre annak ellenére, hogy Lenke néni boltját hamarosan privatizálni fogják és így lehet, hogy Lenke néni is utcára kerül. Feri elhatározza, belevág az újabb tanfolyamba, de Géza bácsit nem tudja már rávenni ugyanerre. Jutka anyja azzal számol, hogy ha megkerül a tolvaj, akkor visszakapja a pénzét, vagy ha nem kerül meg, akkor semmis a szerződés és visszakapja a házat. Ádám nem tudja eldönteni, menjen vagy maradjon, elvállalja-e az ösztöndíjat vagy sem. Julcsitól bocsánatot akar kérni Miklós, aki megtámadta, de a lány nem kér a bocsánatkérésből. Etust Gyula alacsony művészi színvonalú (Etus szerint "szar") kerámiák tömeggyártására biztatja, de Etus felháborodottan elutasítja az ajánlatot, pedig rengeteg pénzt kereshetne vele. Böhm elhatározásra jut, és kirúgja zsarnoki unokahúgát.                                          |              |                  |                   |  |  |  |  |
| |              |                  |                   |  |  |  |  |
| 2. | 98. fejezet  | Horváth Ádám     | 1991. január 24.  |  |  |  |  |
| Gábor és Juli rájönnek, Ryan úr átverte őket, és átvert mindenkit, akivel csak kapcsolatba került és lelépett. Gábort azonban nem lehet lerázni, a szintén póruljárt hoteligazgatónak felajánlja, hogy nyit nála egy szalont, Vicát pedig megfenyegeti, hogy kirúgja, de Juli és Oli védelmükbe veszik a lányt. Ádám továbbra is hezitál, úgy dönt, Juli fogja eldönteni a kérdést, Juli azonban nem ér haza, mert autójával balesetet szenved. Taki bácsi megmutatja Wampetics úrnak Jánosék eladó házát, amire a férfi le is csap, sőt, Jánost is be akarja vonni az idegenforgalmi üzletbe. Este János és Alma találkoznak és megegyeznek abban, hogy kulturáltan megbeszélik a problémáikat egymással. Taki bácsiék levelet kapnak a banktól, hogy vagy megnő a havi törlesztőrészlet, vagy a tartozás felének befizetésével övék lehet a lakás. Sajnos, egyik változatot sem tudják vállalni. Ferinek jól fizető, ám feketemunkát ajánl újságíró barátja, ami akár az állásába is kerülhet, ezért nem vállalja el, viszont helyette berúgnak. Jutka felajánlja a védőnőnek, hogy napközben vigyáz annak a gyerekére is. Böhm továbbra is aggódik az egészsége és a ház anyagi ügyei miatt is, már az összes közösen járatott lapot le kellett mondania, egy kivételével. |              |                  |                   |  |  |  |  |
| |              |                  |                   |  |  |  |  |
| 3. | 99. fejezet  | Bujtás János     | 1991. február 7.  |  |  |  |  |
| Juli szeme súlyosan megsérült a balesetben, ezért kórházban fekszik. Ádám ugyan már eldöntötte, hogy nem fogadja el az ösztöndíjat, de Juli miatt már biztosan otthon marad. Megjelenik náluk Dávid, Ádám korábbi betegének testvére, Dávid, és egy kötött sálat hoz ajándékba a doktornak. Julcsinak azonnal megtetszik a jóképű fiú. Jutkáéknál vendégeskedik a teljes tanári kar és kiderül, Csaba elhagyni készül a testületet, mert egy jól menő elit iskolában ajánlottak neki állást, Bujáki pedig esküszik, hogy ha önellátó lenne az iskola, akkor kevesebb pénzből is fenn tudnák magukat tartani. Lenke néni és Alma titokban bejelentik a bankban, hogy kifizetik a lakás árának felét, és amikor ez kiderül, hatalmas családi veszekedés támad. Taki bácsi visszautasítja, hogy elvegyék Almáék pénzét, amit a házért kapnak, és abból fizessék ki a lakást, amit Almára íratnának. Közben Wampetics úr úgy akarja megvenni Jánosék házának felét, hogy a házat rögtön be is vinnék egy közös vállalkozásba. Sümeghy segít a teljesen elanyátlanodott Böhm ellátásában. |              |                  |                   |  |  |  |  |
| |              |                  |                   |  |  |  |  |
| 4. | 100. fejezet | Horváth Ádám     | 1991. február 21. |  |  |  |  |
| Böhmnek elromlott a lemezjátszója. Mivel amúgy is közeleg az öregúr születésnapja, a ház lakói összedobják a pénzt egy új készülékre. Julit hazaengedik a kórházból, de még nem dolgozhat. Julcsi abban reménykedik, valami kialakul köztük Dáviddal, ráadásul a matek és a fizika is egyre jobban megy neki. Jutka egy napra a két kisbaba mellé elvállalja Flórát is, de a 3 gyerek istápolása majdnem meghaladja az erejét. Feri összefut egy régi fóti államo gondozott társával, akinek nem alakult olyan szerencsésen az élete, mint az övé. Alma kölcsönkéri a lakástartozás kifizetésére a pénzt Lacitól és befizeti a bankba. János közben prémiumot kap és lelkesen viszi haza a pénzt, de ott se Taki bácsi se Alma nem fogadja lelkesen. Taki bácsi fel van háborodva azon, hogy a fiatalok kifizették a tartozást. Lenke néni azt fontolgatja, kilép a boltból, mert nincs forgalom, de a Wampetics-féle üzletbe még mindig nem akar beszállni szakácsnőként. |              |                  |                   |  |  |  |  |
| |              |                  |                   |  |  |  |  |
| 5. | 101. fejezet | Horváth Ádám     | 1991. március 7.  |  |  |  |  |
| Lenke néni rábeszéli Almát, hogy terítsen fátylat a múltra, ezért Alma és János elvonulnak két hétre második nászútra egy faházba. Ez alatt Magdi helyettesíti Almát a presszóban. Feri beül egy sörre Samuval egy presszóba, ahol Samu elpanaszolja hányatott sorsát. Feri szánalomból meghívja vacsorára és megadja a címüket, majd igen rosszkedvűen tér haza. Julit hazaengedik a kórházból, és otthon meglátogatja Gábor és Oli. Etus megpróbál háztartási segítséget szerezni nekik, mert az állandó készenlét miatt nem tud dolgozni. Julcsi nagyon lelkes az új szerelem miatt főleg, hogy több tárgyból is tudott javítani. |              |                  |                   |  |  |  |  |
| |              |                  |                   |  |  |  |  |
| 6. | 102. fejezet | Bujtás János     | 1991. március 21. |  |  |  |  |
| Feriéknél váratlanul megjelenik Samu, de senki nincs otthon, csak Jutka anyja. Amíg az asszony nem figyel, Samu otthagy egy csomagot, amin Feri nagyon felháborodik. Jutka elintézi, hogy az iskolába felvegyenek egy csökkentlátó tanulót, bár az ötletet nem minden tanár díjazza. Taki bácsi új külfdöldi vendéget fuvaroz, aki szintén remek idegenforgalmat növelő ötlettel áll elő. Lenke néni találkozik egy régi kolléganőjével, aki nem óhajt nyugdíj mellett dolgozni, inkább úriasszonyként él, mert befektetéséből megteheti. Alma és János szabadságuk utolsó pillanatait élik és úgy tűnik, teljesen kibékültek. Juli arra ér be a szalonba, hogy betörtek és minden elvittek. Teljesen kétségbeesnek, nem tudják, hogy folytatni tudják-e majd a munkát. Ádám alkalmazza Erzsikét, a bejárónőt, akit Etus szerzett. Az asszony nagyon szerény, de szorgalmas. Julcsi baráti társasággal szeretne menni túrázni, de nem tudja, elengedik-e. Böhm aggódik az egészségi állapota miatt, de reménykedik a gyógyulásban. |              |                  |                   |  |  |  |  |
| |              |                  |                   |  |  |  |  |
| 7. | 103. fejezet | --               | 1991. --          |  |  |  |  |
| -- |              |                  |                   |  |  |  |  |
| |              |                  |                   |  |  |  |  |
| 8. | 104. fejezet | --               | 1991. --          |  |  |  |  |
| -- |              |                  |                   |  |  |  |  |
| |              |                  |                   |  |  |  |  |
| 9. | 105. fejezet | --               | 1991. --          |  |  |  |  |
| -- |              |                  |                   |  |  |  |  |
| |              |                  |                   |  |  |  |  |
| 10. | 106. fejezet | --               | 1991. --          |  |  |  |  |
| -- |              |                  |                   |  |  |  |  |
| |              |                  |                   |  |  |  |  |
| 11. | 107. fejezet | --               | 1991. --          |  |  |  |  |
| -- |              |                  |                   |  |  |  |  |
| |              |                  |                   |  |  |  |  |
| 12. | 108. fejezet | --               | 1991. --          |  |  |  |  |
| -- |              |                  |                   |  |  |  |  |
| |              |                  |                   |  |  |  |  |
| 13. | 109. fejezet | --               | 1991. --          |  |  |  |  |
| -- |              |                  |                   |  |  |  |  |
| |              |                  |                   |  |  |  |  |
| 14. | 110. fejezet | --               | 1991. --          |  |  |  |  |
| -- |              |                  |                   |  |  |  |  |
| |              |                  |                   |  |  |  |  |
| 15. | 111. fejezet | --               | 1991. --          |  |  |  |  |
| -- |              |                  |                   |  |  |  |  |
| |              |                  |                   |  |  |  |  |
| 16. | 112. fejezet | --               | 1991. --          |  |  |  |  |
| -- |              |                  |                   |  |  |  |  |
| |              |                  |                   |  |  |  |  |
| 17. | 113. fejezet | --               | 1991. --          |  |  |  |  |
| -- |              |                  |                   |  |  |  |  |
| |              |                  |                   |  |  |  |  |
| 18. | 114. fejezet | --               | 1991. --          |  |  |  |  |
| -- |              |                  |                   |  |  |  |  |
| |              |                  |                   |  |  |  |  |
| 19. | 115. fejezet | --               | 1991. --          |  |  |  |  |
| -- |              |                  |                   |  |  |  |  |
| |              |                  |                   |  |  |  |  |
| 20. | 116. fejezet | --               | 1991. --          |  |  |  |  |
| -- |              |                  |                   |  |  |  |  |
| |              |                  |                   |  |  |  |  |
| 21. | 117. fejezet | --               | 1991. --          |  |  |  |  |
| -- |              |                  |                   |  |  |  |  |
| |              |                  |                   |  |  |  |  |
| 22. | 118. fejezet | --               | 1991. --          |  |  |  |  |
| -- |              |                  |                   |  |  |  |  |
| |              |                  |                   |  |  |  |  |
| 23. | 119. fejezet | --               | 1991. --          |  |  |  |  |
| -- |              |                  |                   |  |  |  |  |
| |              |                  |                   |  |  |  |  |
| 24. | 120. fejezet | --               | 1991. --          |  |  |  |  |
| -- |              |                  |                   |  |  |  |  |
| |              |                  |                   |  |  |  |  |
| 25. | 121. fejezet | --               | 1991. --          |  |  |  |  |
| -- |              |                  |                   |  |  |  |  |
| |              |                  |                   |  |  |  |  |
| 26. | 122. fejezet | --               | 1991. --          |  |  |  |  |
| -- |              |                  |                   |  |  |  |  |

## Forrás
- Szomszédok az Internet Movie Database oldalon (angolul)
- A sorozat epizódjai